# Eryx colubrinus
Espèce
Synonymes
- Anguis colubrina Linnaeus, 1758
- Gongylophis colubrinus (Linnaeus, 1758)
- Eryx thebaicus Reuss, 1834
- Eryx thebaicus loveridgei Stull, 1932
- Eryx rufescens Ahl, 1933

Eryx colubrinus est une espèce de serpents de la famille des Boidae.

## Répartition
Cette espèce se rencontre en Égypte, au Soudan, en Éthiopie, en Érythrée, en Somalie, au Kenya et en Tanzanie. Sa présence est incertaine en Libye, au Tchad, au Niger et au Yémen. 

## Description

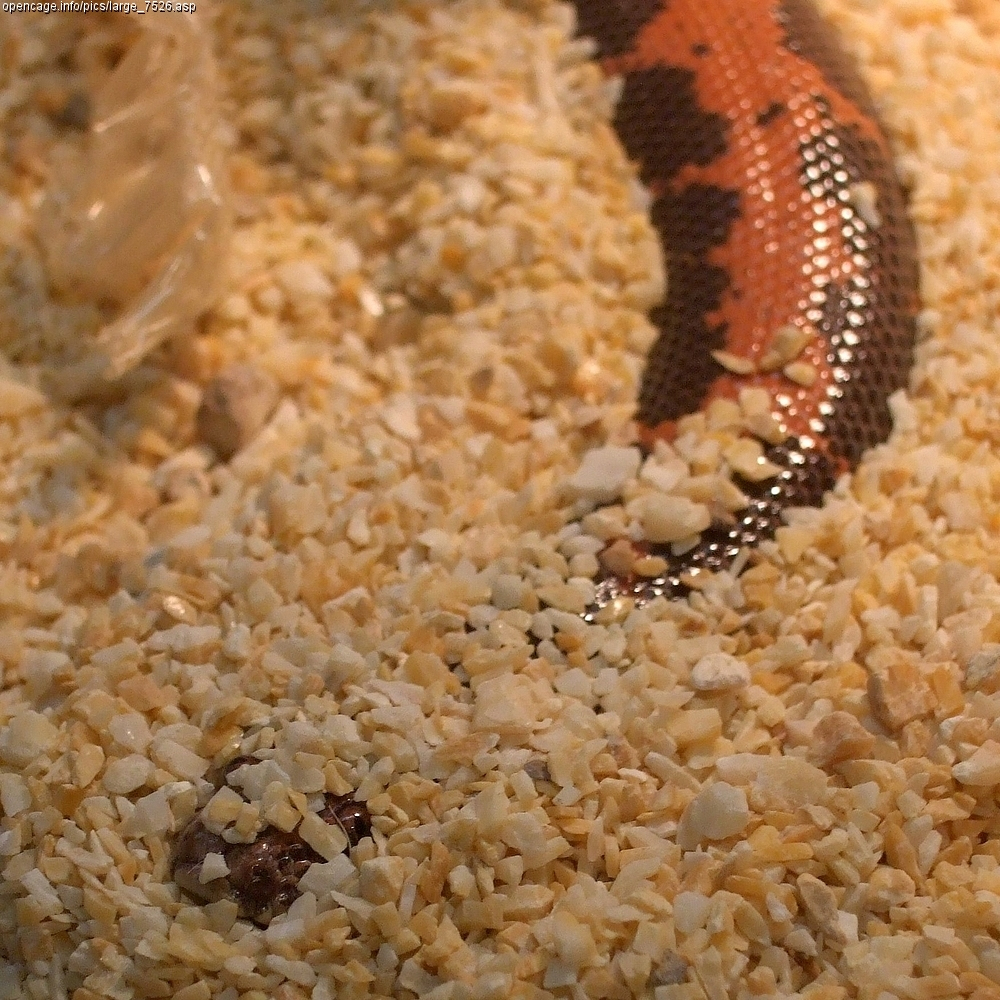
Eryx colubrinus loveridgei

C'est un boa fouisseur de petite taille, mesurant environ 45 cm pour les mâles et 80 cm pour les femelles. Il se présente communément en deux couleurs : jaune sur fond marron/noir ou orange sur fond marron/noir.

## Liste des sous-espèces
Selon The Reptile Database (22 janvier 2014) :
- Eryx colubrinus colubrinus (Linnaeus, 1758)
- Eryx colubrinus loveridgei Stull, 1932

## Étymologie
La sous-espère Eryx colubrinus loveridgei est nommée en l'honneur d'Arthur Loveridge.

## Publications originales
- Linnaeus, 1758 : Systema naturae per regna tria naturae, secundum classes, ordines, genera, species, cum characteribus, differentiis, synonymis, locis, ed. 10 (texte intégral).
- Stull, 1932 : Five new subspecies of the family Boidae. Occasional papers of the Boston Society of Natural History, vol. 8, p. 25-29 (texte intégral).